# 歐陽恂
歐陽恂（1467年—？），字誠之，江西吉安府安福縣人，民籍，明朝政治人物。

## 生平
弘治五年（1492年）壬子科江西鄉試第八十六名舉人，弘治十五年（1502年）中式壬戌科會試第二百四十七名，二甲第四十三名進士。歷官南京吏部郎中，出為肇慶府知府，調常德府知府，所至有政聲。官至兩淮鹽運使。

## 家族
曾祖歐陽持溫；祖父歐陽時樂；父歐陽尚正。嫡母郭氏；生母王氏。具庆下。